# Pilot (Desperate Housewives)
 For alternative betydninger, se Pilot (flertydig). (Se også artikler, som begynder med Pilot)
Pilot er 1. afsnit i den amerikanske TV-serie, Desperate Housewives.
Afsnittet er instrueret af Charles McDougall og skrevet af Marc Cherry.

## Resumé
Det er en torsdag vi for første gang møder de 4 Desperate Housewives som nu er med i serien. Vi starter med at se Mary Alice Young
som lige har modtaget et brev (Afsender Ukendt), og i det brev står der "I know what you did. It makes me sick. I am going to tell".
Derefter går hun ind i stuen og skyder sig selv med en .38 pistol. Så er der begravelse i kvarteret hvor vi møder alle pigerne bedre kendt som de Desperate Housewives. Til begravelsen møder Susan Mike for første gang. Og vi møder den altid så perfekte husmor Bree.
Og den smukke eks model Gaby. Og husmoren Lynette.

## Prolog & Epilog
Hvert afsnit af Desperate Housewives starter med en prolog og afsluttes med en epilog fortalt af Brenda Strong, som spiller Mary Alice Young i TV-serien. Der er en episode hvor Brees eksmand Rex van de Kamp holder prolog og epilog, og en episode længere frem hvor Edie Brit læser prolog og epilog.

### Prolog
Mit navn er Mary Alice Young.
I morgenavisen kan I støde på en artikel om den usædvanlige dag, jeg havde i sidste uge.
Normalt er der aldrig noget aktuelt over mit liv, men det ændrede sig sidste torsdag.

Først virkede alting helt normalt. Jeg lavede morgenmad til familien. Jeg gjorde mine daglige pligter. Jeg afsluttede mine projekter. Jeg løb mine ærinder. jeg tilbragte dagen, som jeg tilbringer alle dage, med at pudse rutinen i mit liv, indtil det strålede af perfektion.
Derfor var det så forbløffende, da jeg besluttede at åbne skabet i gangen og tage en revolver, der aldrig var blevet brugt.

Mit lig blev fundet af min nabo, Mrs Martha Huber, der var blevet forskrækket af et mærkeligt smæld. hun var blevet nysgerrig, så Mrs Huber prøvede at finde en grund til at dukke op uanmeldt. Efter en indledende tøven besluttede hun at returnere den blender, hun havde lånt for et halvt år siden.

- Martha Huber : (skriger) Det er min nabo. Jeg tror, hun er blevet skudt. Der er blod overalt. Ja, I må sende en ambulance. I må sende en omgående.

Og i et kort øjeblik stod Mrs Huber helt paf i sit køkken, lammet af sorg efter denne meningsløse tragedie. Men kun i et øjeblik. Hvis der var én ting Mrs Huber var kendt for, var det hendes evne til at se på den lyse side.

### Epilog
Næste dag samledes mine venner for at pakke mit tøj væk, mine personlige ejendele og det, der var tilbage af mit liv.

- Gabrielle : Prøv at se Mary Alices tøj. Størrelse 38? Ha. Hun sagde, at hun var størrelse 36. Vi fandt et skelet i skabet.

Ikke helt, Gabrielle. Ikke helt.

- Gabrielle : Hvad er det?
- Bree : Et brev adresseret til Mary Alice.

Hvor ironisk. At noget, jeg havde prøvet at holde hemmeligt, blev behandlet så skødesløst.

- Lynette : Hvad laver du? Det er privat.
- Gabrielle : Det er åbnet. Hvad er problemet?

JEG VED, HVAD DU GJORDE
DET ER RÆDSOMT
JEG FORTÆLLER DET

- Susan : Hvad betyder det?
- Lynette : Aner det ikke. Se på poststemplet.
- Bree : Åh gud. Hun fik det den dag, hun døde.
- Gabrielle : Tror I, det var derfor, hun... ?

Beklager, piger. Jeg ville aldrig bebyrde jer med det her.

- Susan : Mary Alice, hvad gjorde du?

## Skuespillere
- Susan Mayer : Teri Hatcher
- Lynette Scavo : Felicity Huffman
- Bree Van De Kamp : Marcia Cross
- Gabrielle Solis : Eva Longoria
- Edie Britt : Nicollette Sheridan
- Rex Van De Kamp : Steven Culp
- Carlos Solis : Ricardo Antonio Chavira
- Paul Young : Mark Moses
- Julie Mayer : Andrea Bowen
- Zachary (Zach) Young : Cody Kasch
- Johnathan (John) Rowland : Jesse Metcalfe
- Mary Alice Young : Brenda Strong
- Mike Delfino : James Denton

### Gæste-skuespillere
- Martha Huber : Christine Estabrook
- Danielle Van De Kamp : Joy Lauren
- Andrew Van De Kamp : Shawn Pyfrom

### Øvrige Medvirkende
- Preston Scavo : Brent Kinsman
- Porter Scavo : Shane Kinsman
- Parker Scavo : Zane Huett
- Wendy : Sherica Durdley
- Natalie Klein : Nike Doukas
- Tjener : Heath McCall
- Ældre dame : Kay Wade
- Tanakas tjener : Edward Zoellner